# Bunkócska
A Bunkócska híres forradalmi dal. Vaszilij Ivanovics Bogdanov és Alekszandr Alekszandrovics Olhin szerezte orosz népdal alapján az 1870-es években. Kezdetben Fjodor Ivanovics Saljapin előadásában vált ismertté, majd sokféle változatban elterjedt a nemzetközi munkásmozgalomban.
A dal eredetileg a fa irtásos döntéséről szól, melynek során a szántóföldet úgy szabadítják meg a nemkívánatos fától, hogy oldalgyökerei elvágása után azt a csúcsára kötött kötelet húzva fektetik el. Kezdetben parasztok, majd hajóvontatók énekelték. A magyar munkásmozgalomban 1925 óta ismert. A Magyarországon ismert változat dallama és szövege jelentősen eltér az eredetitől.

## Kotta és dallam
Sose hallok olyan gyönyörű nótaszót,

amilyet sihedernyi koromban.

A szívembe nyilall ez a bús régi dal,

kicsordulnak a könnyeim nyomban.

Hej, te bunkócska, te drága,

hej, te eleven fa gircses-görcsös ága, te drága,

segíts most!
| Много песен слыхал я в родной стороне; В них про радость, про горе мне пели, Но из песен одна в память врезалась мне – Это песня рабочей артели. Эх, дубинушка, ухнем! Эх, зелёная сама пойдет! Подёрнем, подёрнем, Да ухнем! | Я слыхал эту песнь, ее пела артель, Поднимая бревно на стропила. Вдруг бревно сорвалось, и умолкла артель – Двух здоровых парней придавило. Эх, дубинушка, ухнем… | И на Волге-реке, утопая в песке, Мы ломаем и ноги и спину, Надрываем там грудь и, чтоб легче тянуть Мы поем про родную дубину. Эх, дубинушка, ухнем… |
| Но настанет пора, и проснется народ, Разогнет он могучую спину, И на бар и царя, на попов и господ Он отыщет покрепче дубину. Эх, дубинушка, ухнем…                                                                           | | |

## Kották
- Az eredeti „Dubinuska” feldolgozása domra- és balalajkazenekarra

## Felvételek
- Bunkócska - dubinuska. YouTube (2011. május 11.)  (Hozzáférés: 2017. január 20.) (videó)
- Bunkócska. Kovács Péter & Fenyő Péter & Földényi Kórus, vezényel Révész László  YouTube (1967. május 3.)  (Hozzáférés: 2017. január 20.) (audió)
- Bunkócska. Magyar Néphadsereg Művészegyüttesének Ének- és Zenekara  YouTube (1968. június 28.)  (Hozzáférés: 2017. január 20.) (audió)
- Дубинушка. Декабрь  YouTube (Hozzáférés: 2017. szeptember 12.) (audió)